# Carl Josef Bayer
Carl Josef Bayer (tudi Karl Bayer), avstrijski kemik, * 4. marec 1847, Avstrijska Šlezija, Avstro-Ogrska, † 22. oktober 1904, Rietzdorf, Spodnja Štajerska, Avstro-Ogrska (sedaj Rečica ob Paki, Slovenija).
Razvil je Bayerjev proces za proizvodnjo glinice (aluminijev oksid, Al2O3) iz boksita, ki je še vedno najpomembnejši proces za proizvodnjo glinice in aluminija.

## Življenjepis
Bayer je med svojim delovanjem v Sankt Peterburgu razvil metodo za proizvodnjo glinice za tekstilno industrijo, kjer se je uporabljala kot čimža za barvanje bombaža. Leta 1887 je odkril, da je aluminijev hidroksid, oborjen iz alkalne raztopine, kristalast in se zlahka filtrira in izpira, medtem ko je aluminijev hidroksid, pridobljen z nevtralizacijo kislih raztopin, želatinast in zato težko neuporaben. Leta 1888 je patentiral štiristopenjski proces za proizvodnjo glinice iz boksitne rude.
Aluminij je bil sredi 19. stoletja tako dragocen, da je bil na Svetovni razstavi v Parizu leta 1855 razstavljen skupaj s francoskimi kronskimi dragulji. Po uvedbi Bayerjevega procesa in Hall-Héroultovega elektrolitskega procesa za proizvodnjo aluminija, so cene aluminija leta 1890 padle za 80 % v primerjavi s cenami leta 1854.